# ويل ميلر
ويل ميلر هو عازف بانجو كندي، ولد في 1940 في بيليمينا في المملكة المتحدة.

## وصلات خارجية
- ويل ميلر على موقع ميوزك برينز (الإنجليزية)
- ويل ميلر على موقع ديسكوغز (الإنجليزية)